# Икша (приток Выга)
Икша (Новозерека) — река в России, протекает в Пудожском районе Карелии. Длина — 18 км, площадь водосборного бассейна — 133 км². Берёт своё начало из озера Икшозеро. Устье реки находится в 102 км по левому берегу реки Выг.
Высота истока (Икшозеро) — 171,1 м над уровнем моря.

### Притоки (км от устья)
- 6 км: река Няря (лв)

## Данные водного реестра
По данным государственного водного реестра России относится к Баренцево-Беломорскому бассейновому округу, водохозяйственный участок реки — бассейн озера Выгозеро до Выгозерского гидроузла, без реки Сегежа до Сегозерского гидроузла. Речной бассейн реки — бассейны рек Кольского полуострова и Карелии, впадает в Белое море

## Этимология
Гидронимы Икша и Икса широко распространены на севере европейской части России и имеют финно-угорское происхождение, так Икша сопоставляется с марийским икса, что озанает «ручей, небольшая речка», возможно также мерянское происхождение.